# Schauma

Logo der eingetragenen Wort-Bild-Marke

Schauma ist eine Marke für Haarpflegeprodukte, die vom Henkel-Konzern unter der Dachmarke Schwarzkopf vertrieben werden.

## Geschichte
1898 eröffnete der Chemiker und Apotheker Hans Schwarzkopf an der Passauer Straße in Berlin eine Drogerie mit Parfümerie, in der er als Chemiker versuchte, die Wünsche seiner Kundinnen zu erfüllen.
1903 entwickelte er das erste Pulvershampoo: "Shampoon mit dem schwarzen Kopf", das er für 20 Pfennig auf den Markt brachte. Zuvor war es üblich gewesen, sich die Haare mit Seifenlauge zu waschen und mit Hausmitteln wie Milch oder Bier zu spülen. 
1927 kam das erste flüssige Shampoo, ein Jahr später die erste Haarspülung.
1949 brachte Schwarzkopf unter dem Namen Schauma das erste Creme-Shampoo in der Tube auf den deutschen Markt. Dieses Produkt setzte sich bald durch und „Schauma“ wurde in West-Deutschland zum Synonym für Shampoo.
Im Jahr 1962 wurde das Schauma-Produktportfolio erweitert und beinhaltete auf die Bedürfnisse verschiedener Haartypen abgestimmte Varianten.
Seit 1987 sind neben Shampoos auch Spülungen von Schauma erhältlich. Im Jahr 1990 brachte Schauma erstmals Haarkuren auf den Markt. Für Kinder wurde 1997 die Linie Schauma Kids mit milden Shampoos eingeführt. Insgesamt besteht das Schauma-Portfolio aus 16 Produktlinien. Im November 2007 wurde ein umfassender Markenrelaunch durchgeführt. Die Marke präsentiert sich seitdem in einem neuen Design und mit veränderten Pflegerezepturen.
In einer 2006 veröffentlichten Untersuchung im Auftrag der Zeitschrift Brigitte erreichte Schauma bei den 14- bis 64-jährigen deutschen Frauen unter allen Haarpflegeprodukten bei Bekanntheit (92 %), Sympathie (46 %) und Verwendung (35 %) die jeweiligen Bestwerte.

## Marketing
Schauma ist als Haarpflegemarke für die gesamte Familie positioniert. Diese Positionierung wurde u. a. durch den Einsatz der „Schauma-Familie“ kommuniziert. Sie war von 1970 bis 1987 prominent und bis 1992 stilisiert auch auf den Produkten abgebildet.
Typisch für Schauma-Shampoo ist das tropfenförmige, im Laufe der Zeit immer wieder leicht abgewandelte Verpackungsdesign, welches den Kunststoffflaschen seit 1969 einen hohen Wiedererkennungswert verleiht.
Im Jahr 2001 gewann Schauma Verona Pooth als neues Gesicht der Werbekampagne. Im Rahmen der Schauma-Charity-Aktion arbeitete Schauma 2006 zudem mit den Boxweltmeistern Wladimir und Vitali Klitschko zusammen.
Nach dem Relaunch im November 2007 war das schwedische Top-Model Mini Anden das neue Gesicht auf den Schauma-Produkten. Die Schauma-Kids-Produkte hatten die Schlümpfe als Designthema. Im Februar 2022 wurde das Design sowohl der Schauma- als auch der Schauma-Kids-Flaschen erneut überarbeitet. Seitdem werden keine menschlichen Gesichter mehr, sondern auf den einzelnen Sorten grafische Darstellungen von Früchten und Pflanzen und bei Schauma-Kids Comicfiguren gezeigt.

## Schauma im Ausland
Schauma ist heute nicht nur in Deutschland, sondern in mehr als 50 Ländern erhältlich. Im Ausland werden die Produkte teilweise unter einem anderen, lokalen Markennamen vertrieben.